# Seznam neonacistických organizací
Seznam neonacistických organizací ukazuje aktivní i zaniklé organizace, jejichž ideologické přesvědčení je řazeno k neonacismu. Patří sem politické strany, teroristické buňky, pouliční gangy, společenské kluby, zločinecké skupiny, webové stránky, náboženské sekty i další organizace.
Různé white power skinheadské skupiny i vybrané frakce Ku Klux Klanu jsou uvedeny pouze v případě, že se hlásí k neonacistickým ideálům jako celek.
Tento seznam nezahrnuje organizace vzniklé před rokem 1945, ať už před druhou světovou válkou nebo během ní; "neonacistický" doslova znamená "nový nacista".

## Afrika

### Rhodesie
- Rhodéská strana bílého lidu

### Jihoafrická republika
- Afrikánské hnutí odporu
- Hnutí za osvobození bílé rasy
- Ossewabrandwag

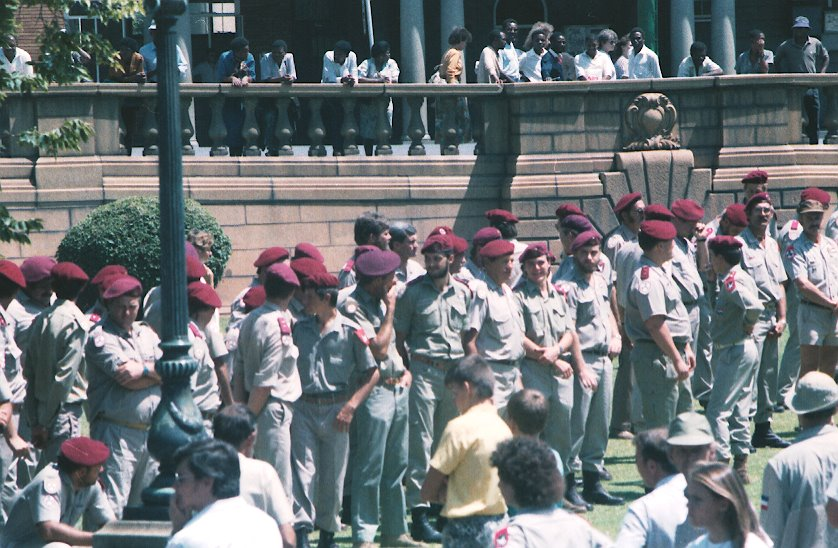
Shromáždění Afrikánského hnutí odporu na Kostelním náměstí v Pretorie v roce 1990.

- Jihoafrická národní fronta[1][zdroj?]

## Amerika

### Severní Amerika

#### Kanada
- Árijská stráž
- Árijské národy
- Fronta dědictví
- Severní řád
- Záznamy odporu

#### Mexiko
- Mexická národně socialistická strana[2][3][4]

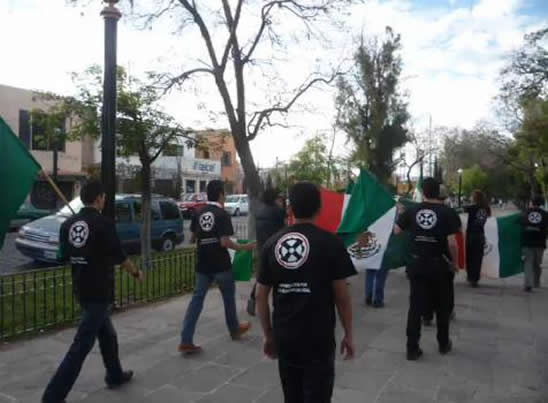
Příznivci Mexické nacionalistické fronty a další protestující v Mexico City (2010)

- Mexická nacionalistická fronta[5]

#### Spojené státy americké
- Síť árijské svobody
- Divize Atomwaffen
- Americká fronta
- Americká nacistická strana
- Árijské bratrstvo Texasu
- Árijské bratrstvo
- Árijský kruh
- Árijské národy
- Árijská republikánská armáda
- Prapor 14/White Wolves z Connecticutu[6][7]
- The Daily Stormer
- Identity Evropa
- Libertariánská národně socialistická strana zelených[8][9][10]
- Marylandská národně socialistická strana[11][6]
- Národní aliance
- Národně socialistická fronta osvobození

- Národní socialistické hnutí
- Národně socialistický předvoj
- Národní předvoj
- Nacionalistická fronta
- Nacionalistický sociální klub
- Strana práv národních států
- NSDAP/AO
- Vlastenecká fronta
- Renegátská tribuna
- The Right Stuff
- Hnutí Rise Above
- The Order

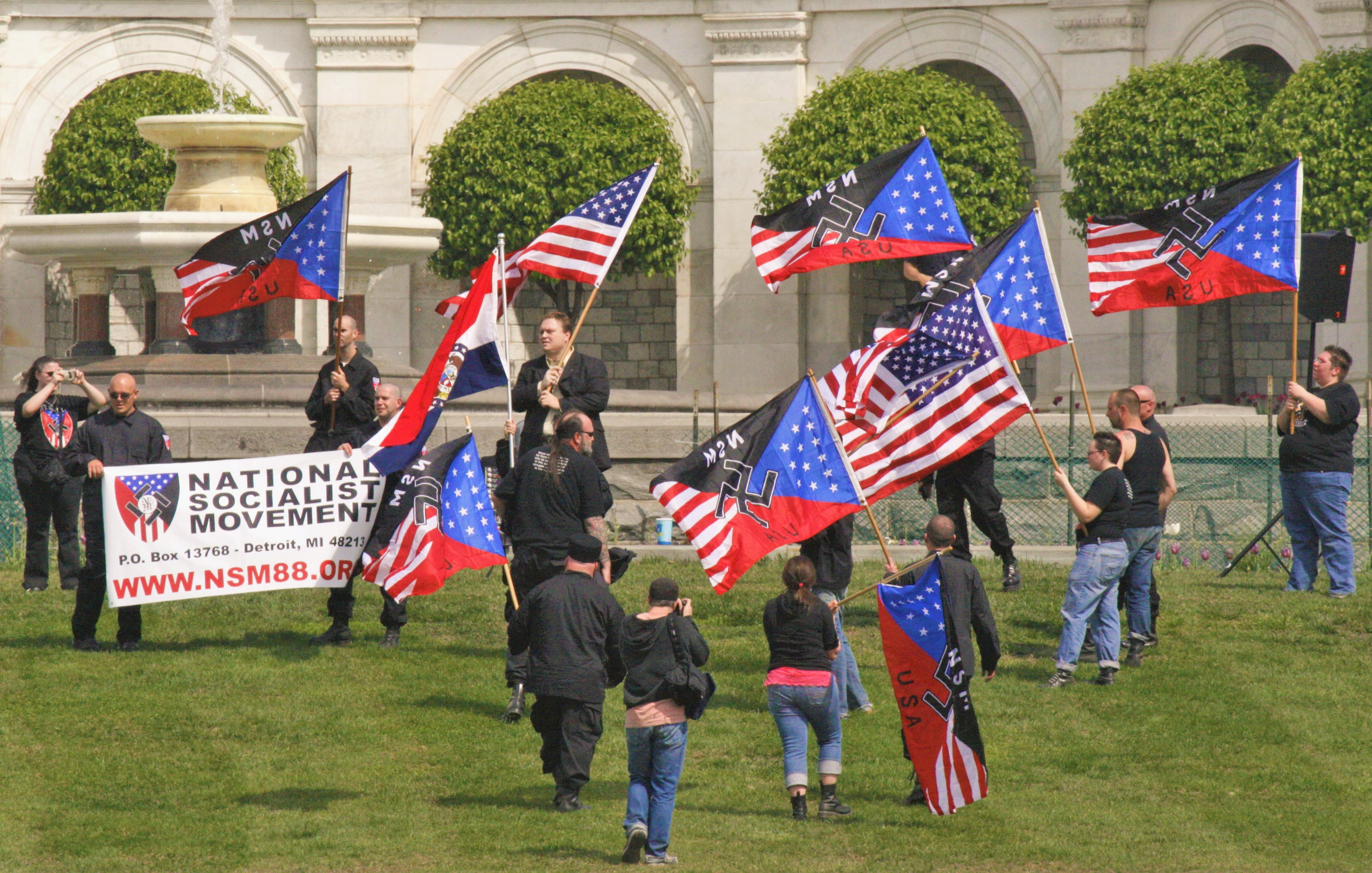
Shromáždění Národně socialistického hnutí na západním trávníku budovy amerického Kapitolu ve Washingtonu, D.C. (2008)

- Tradicionalistická dělnická strana
- Vanguard America
- Nacističtí nízcí jezdci
- Vanguard News Network[12][13][14]
- Vlkodlak 88[15][16]
- Bílý árijský odpor
- Společenský klub Bílý ďábel[17][16]
- Bílý řád Thule[18]

### Karibik a Jižní Amerika

#### Argentina
- Argentinská národně socialistická fronta[19]
- Partido Nuevo Triunfo[20][21][22]
- Patriotická fronta
- Tacuarské nacionalistické hnutí[23]

#### Brazílie
- Brazilská národně socialistická strana[24]
- Brazilská revoluční nacionalistická strana[24]
- Carecas do ABC
- Ciudad Libertad de Opinión[25][26]
- Kombat RAC[27][28][29]
- Valhalla 88[30][31][32]

#### Chile
- Národní fronta pořádku[33][34][35]
- Národně socialistické hnutí chilských dělníků[36][37][38]

#### Kolumbie
- Třetí síla[39][40]

#### Kostarika
- Národně socialistická strana Kostariky[41][42]
- Kostarická společnost Hyperborean Lance[43][44][45]

#### Ekvádor
- Bílá legie[46][47]

#### Paraguay
- Paraguayská národně socialistická strana[44][48][49]

#### Peru
- Andské peruánské hnutí národního socialismu[50][51]
- Národní socialisté Tercios z Nové Kastilie[52][53]

#### Uruguay
- Hnutí Josepha Goebbelse[54]

## Asie

### Japonsko
- Národně socialistická japonská dělnická strana[55]

### Írán

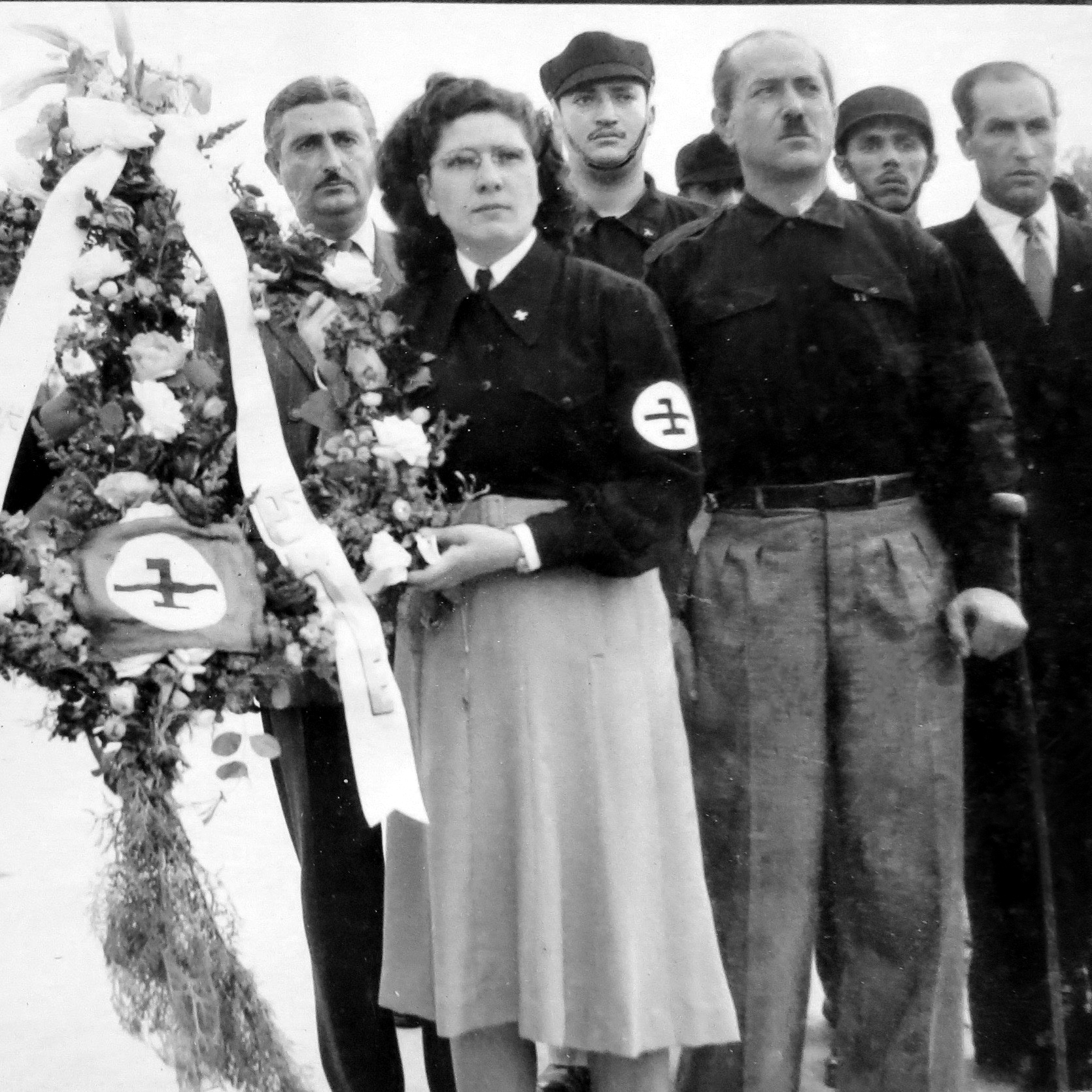
Obřad Íránské národně socialistické dělnické strany (50. léta 20. století)

- Íránská národně socialistická dělnická strana

### Irák
- Haopa

### Izrael
- Patrol 36

### Mongolsko
- Cagaan Chas

### Tchaj-wan
- Sdružení národního socialismu

## Evropa

### Belgie a Nizozemsko

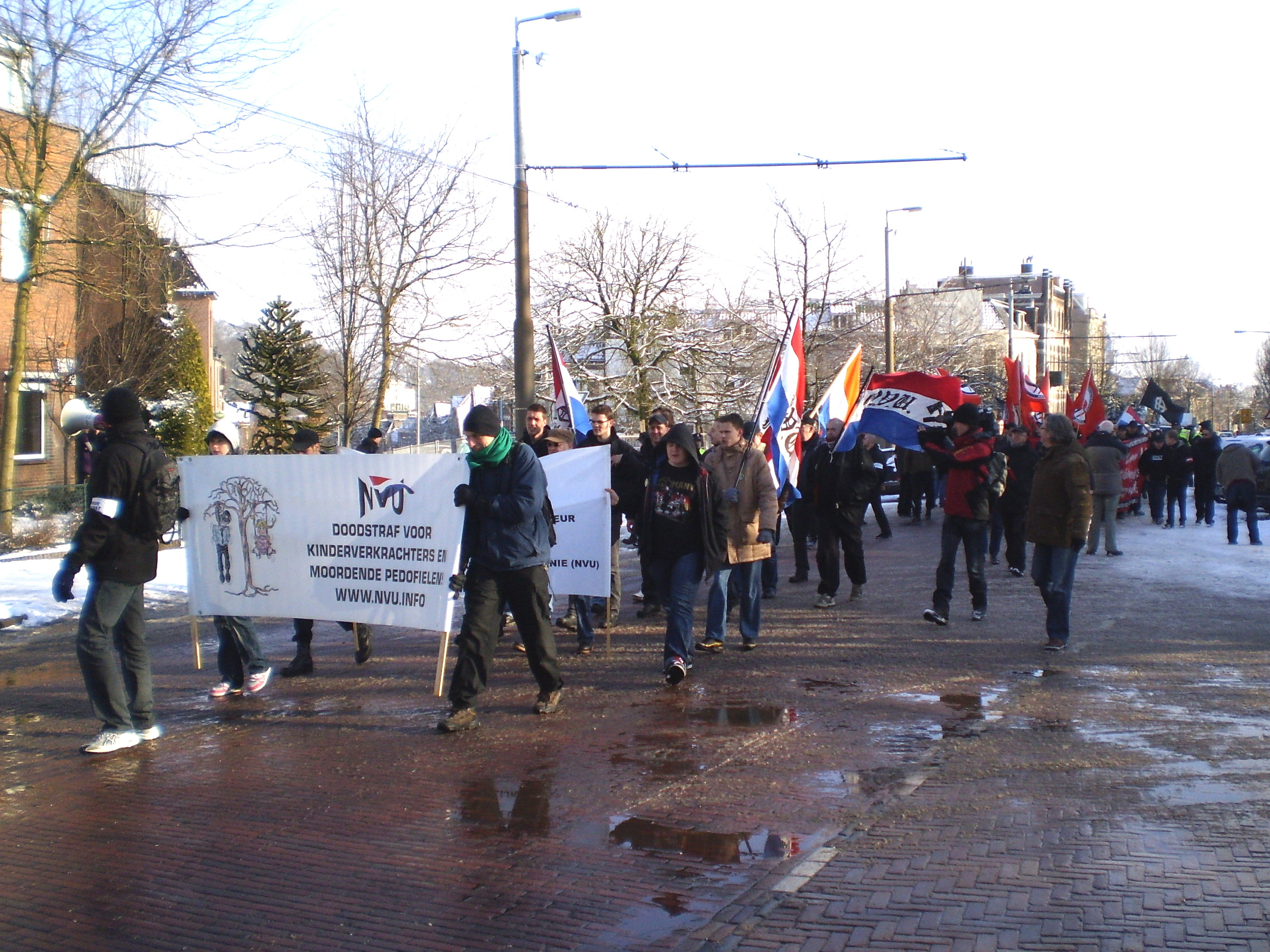
Pochod Nizozemské lidové unie (2010)

- Nizozemská lidová unie (Nizozemsko)
- Řád vlámských bojovníků (Vlámsko)Demonstrace Národní aliance v Amsterdamu (2006)
- Národní aliance (Nizozemsko)

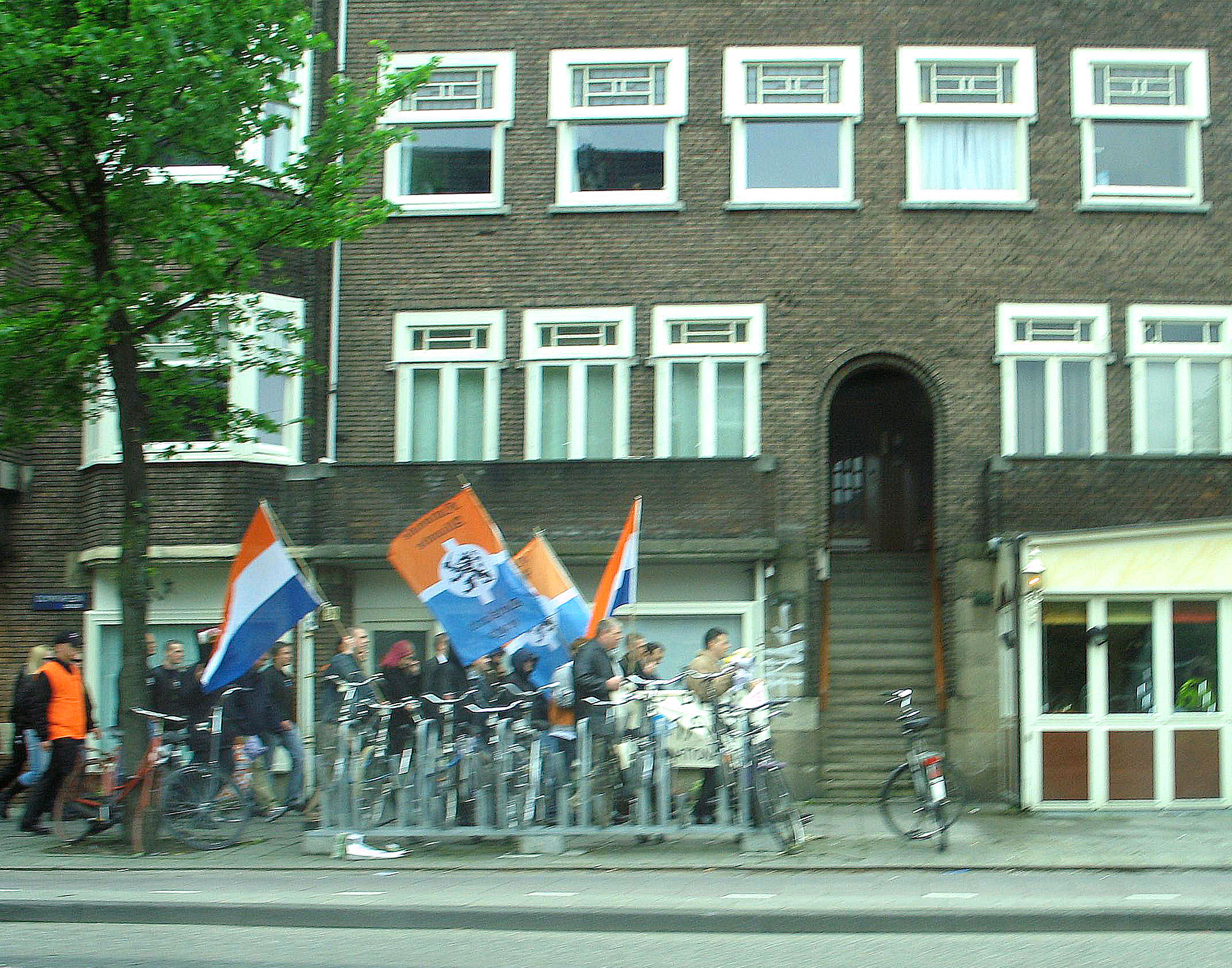
Demonstrace Národní aliance v Amsterdamu (2006)

- Krev, půda, čest a věrnost (Vlámsko)
- Rasové dobrovolnické síly (Belgie)

### Bosna a Hercegovina
- Bosenské hnutí národní hrdosti[56][57][58]

### Bulharsko
- Bílá fronta[59]

### Česká republika
- Dělnická strana[60][61][62][63]

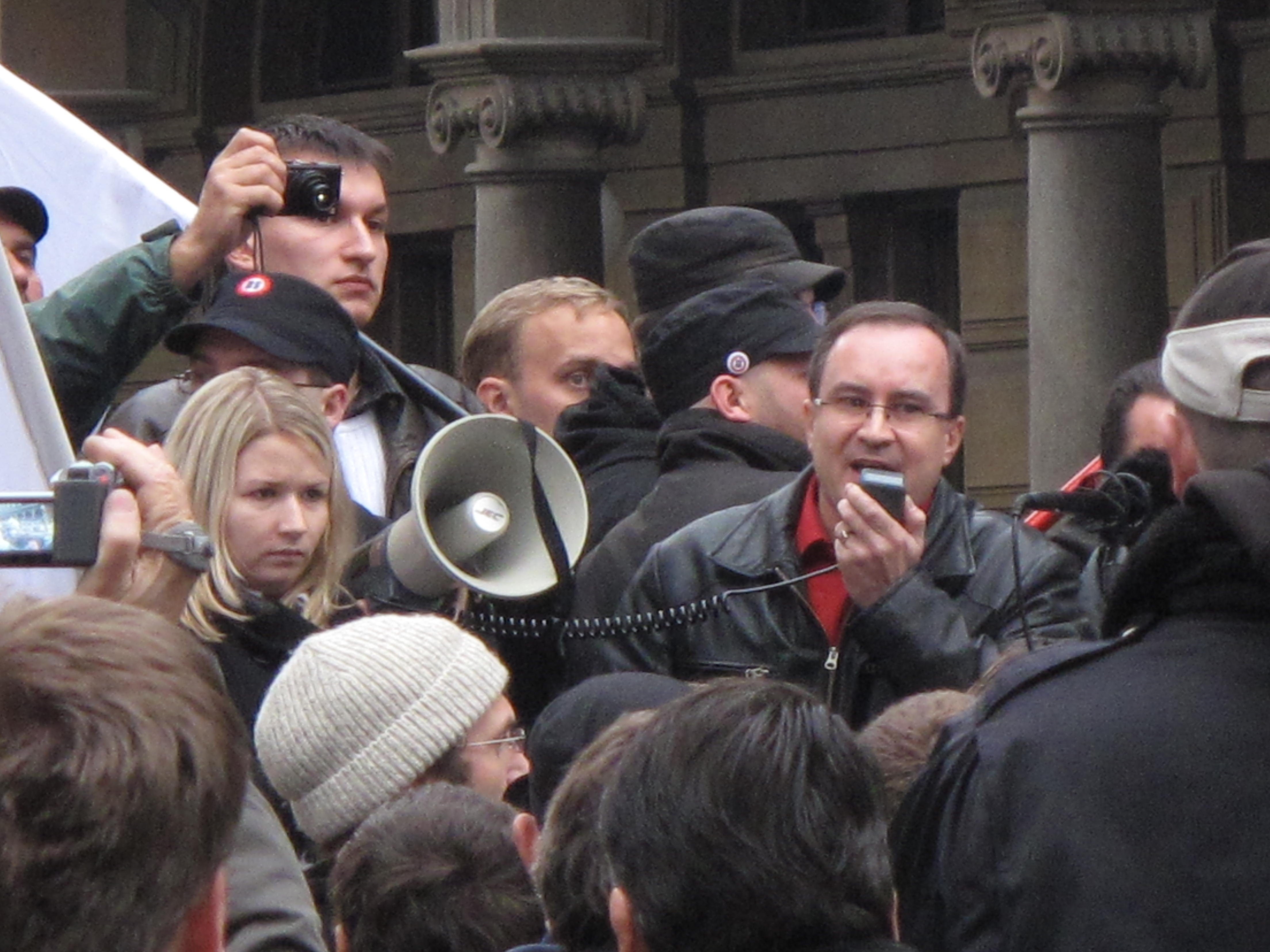
Demonstrace Dělnické strany na Národní třídě (2009)

- Dělnická strana sociální spravedlnosti
- Dělnická mládež[64][65]

### Dánsko

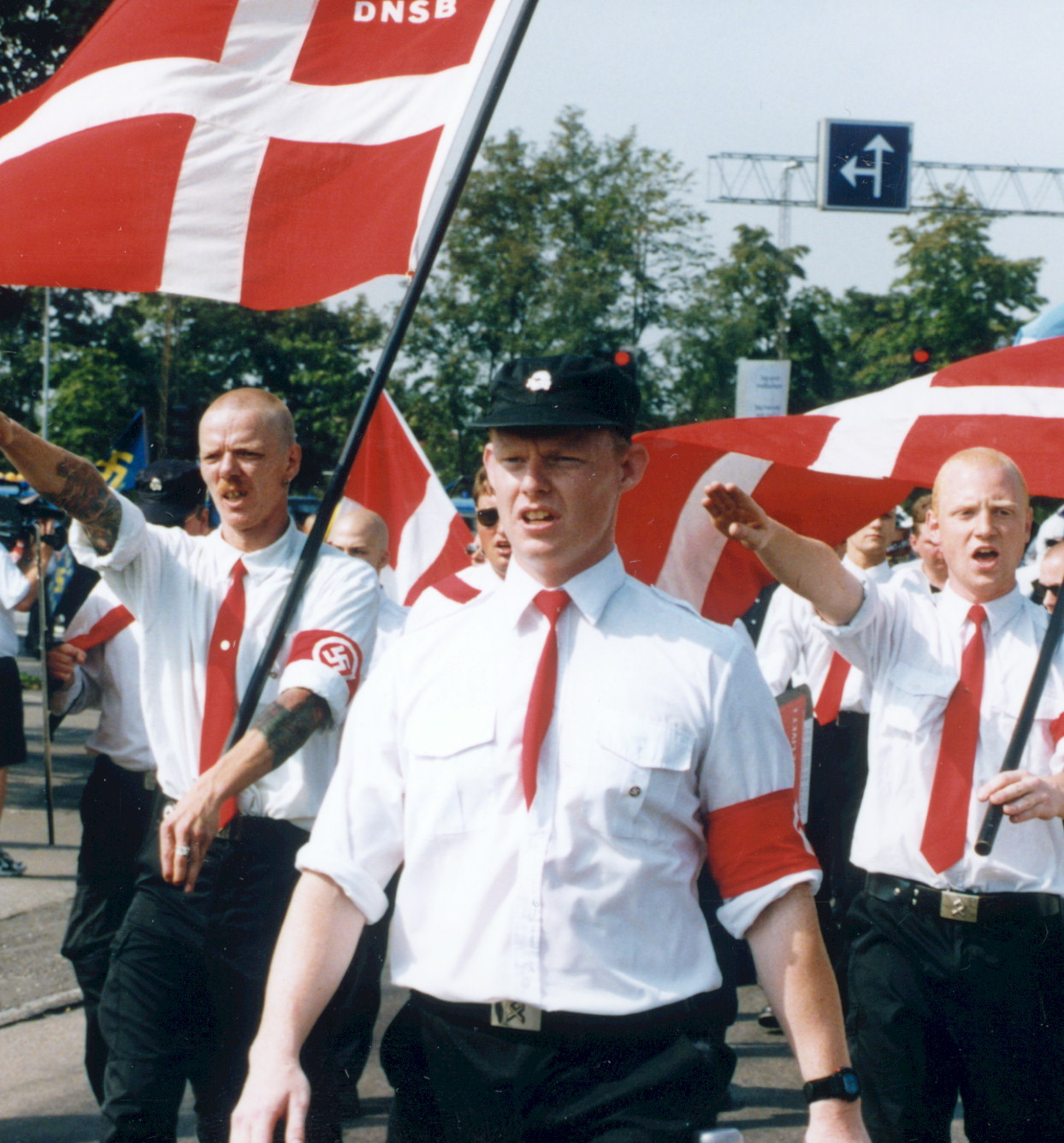
Členové Dánské národně socialistického hnutí na demonstraci koncem 90. let.

- Dánské národně socialistické hnutí

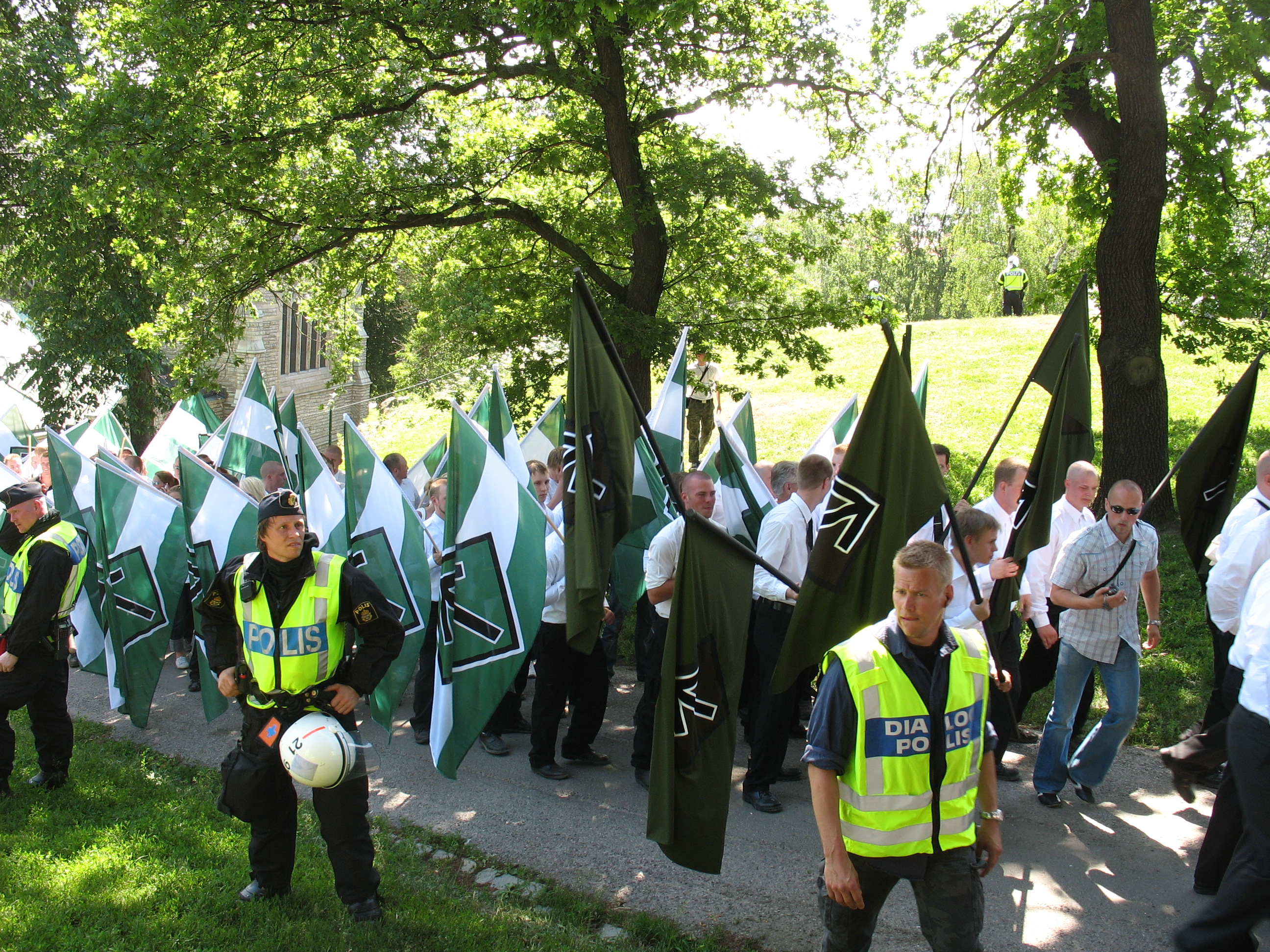
Demonstrace Severského hnutí odporu

- Severské hnutí odporu
- Strana Dánů

### Estonsko
- Estland88[66]
- Divize ohnivé války

### Finsko
- AWD Finland
- Severské hnutí odporu
- Kohti Vapautta!

### Francie
- Combat 18[67]
- Francouzská a evropská nacionalistická strana
- Národní a evropská akční federace

### Německo
- Akční fronta národních socialistů/národních aktivistů
- AWD Deutschland
- Autonomní nacionalisté
- Artgemeinschaft
- Krev a čest
- Německá pohanská fronta
- Der Dritte Weg
- Pravice
- Freiheitliche Deutsche Arbeiterpartei
- Německá alternativa
- Gesinnungsgemeinschaft der Neuen Front
- Identitární hnutíSraz Die Heimat ve Würzburgu (2004)
- Die Heimat
- Nacionalistická fronta
- Národní ofenzíva

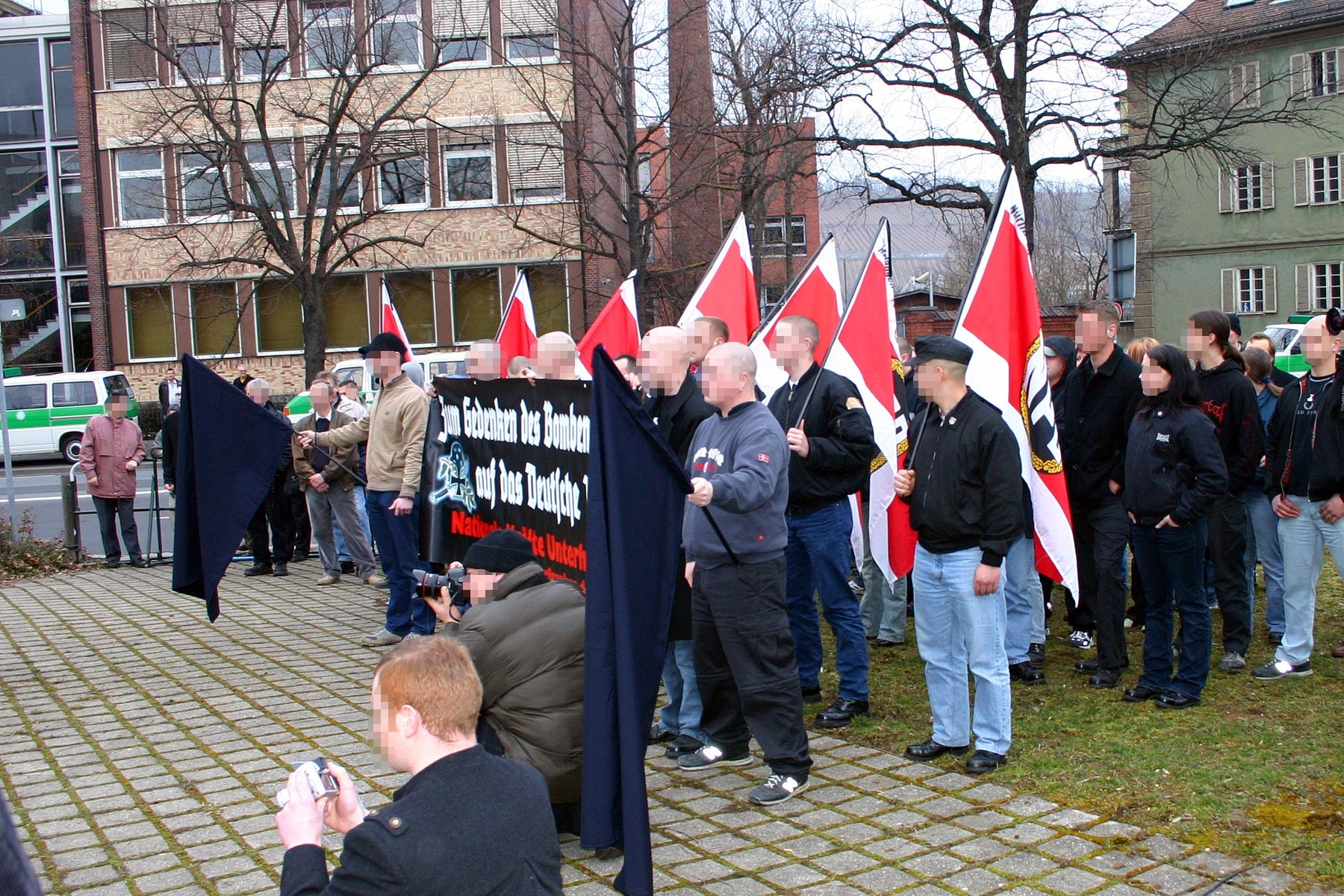
Sraz Die Heimat ve Würzburgu (2004)

- Nationalsozialistischer Untergrund
- Socialistická říšská strana
- Vikingská mládež

### Řecko

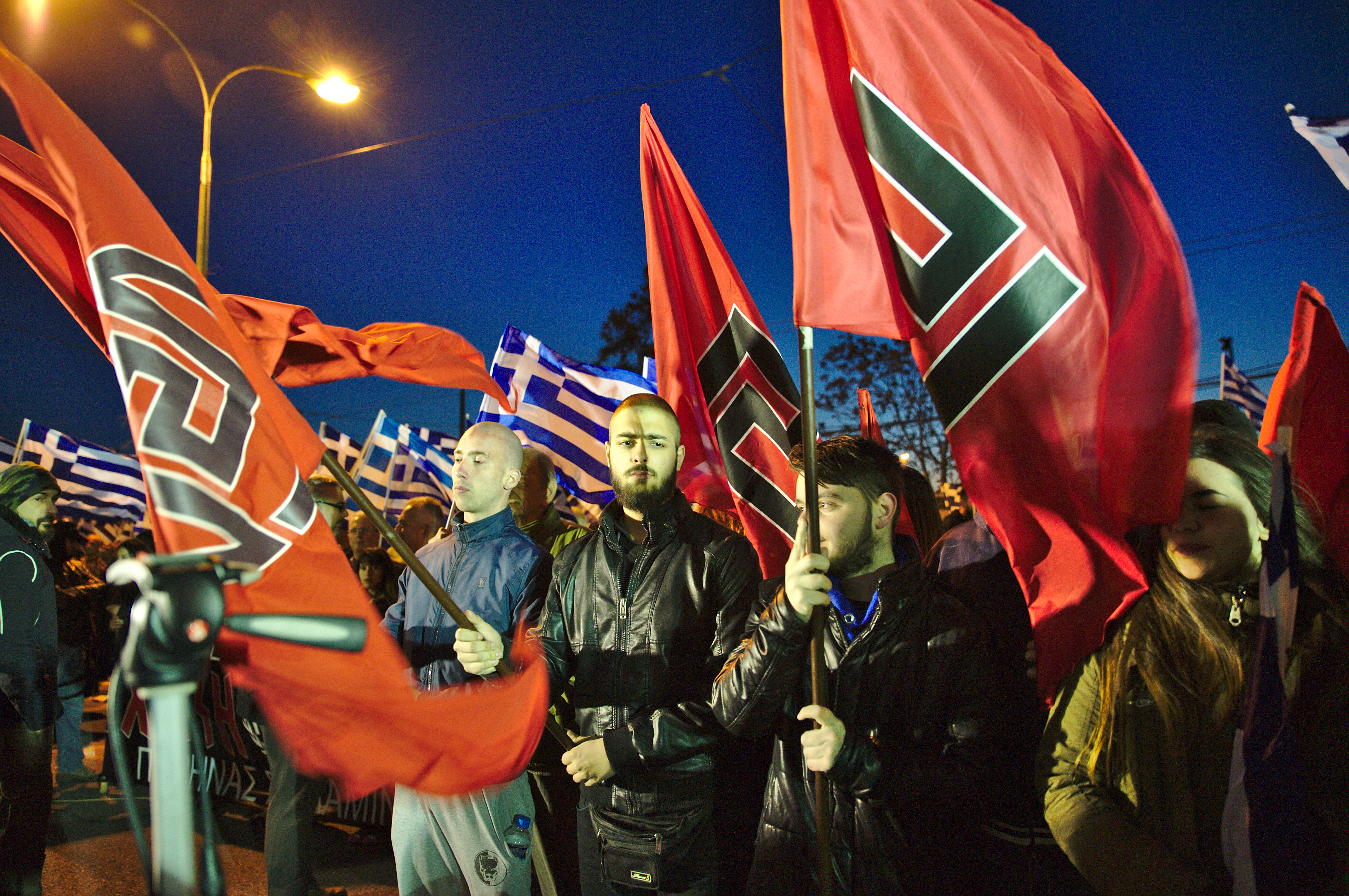
Členové Zlatého úsvitu na shromáždění v Aténách (2015)

- Zlatý úsvit

### Irsko
- Národně socialistická federace
- Národní socialistická irská dělnická strana[68][69]
- Irský národní socialistický svaz

### Itálie
- Avanguardia Nazionale
- Militia
- Nový řád
- Římský árijský řád[70][71]
- Černý řád
- Jihotyrolský výbor pro osvobození

### Malta
- Imperium Europa

### Norsko
- Norské národně socialistické hnutí

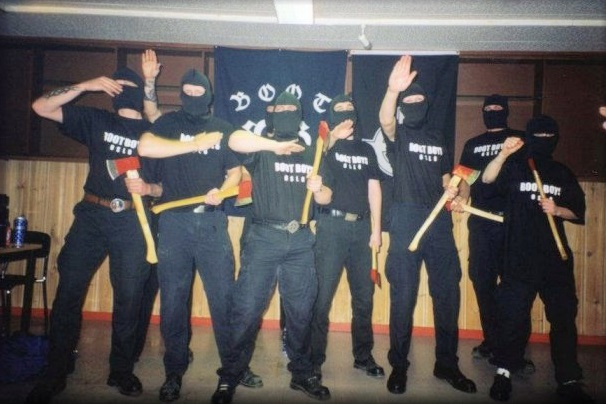
Boot Boys (1998-1999)

- Severské hnutí odporu
- Vigrid
- Všegermánská pohanská frontaBoot Boys (1998-1999)
- Boot Boys

### Portugalsko
- Nový sociální řád[72][73][74]

### Rusko
- Atomwaffen Division Russland
- Národní socialismus / Bílá síla
- Etnická národní unie
- Format18
- Fronta národní revoluční akce
- Linkol'n-88[75][76]
- Národně socialistická společnost
- Nacionálně socialistická ruská dělnická strana
- Obščestvo Navi
- Severní bratrstvo
- Opričnyj dvor
- Lidová národní strana
- Ruská katakombální církev pravých pravoslavných křesťanů
- Ruské imperiální hnutí
- Ruská národní jednota
- Nová ruská národní jednota
- Ruská národně socialistická strana
- Ryno-Skačevského gang
- Čističi
- Šul'c-88[77][78]
- Slovanský svaz
- Spojené brigády 88[79][80][81]
- Obščestvo belych-88
- Sabotážní útočná průzkumná skupina "Rusič"

### Srbsko
- Leviatanské hnutí[82]
- Krv i čast[83][84]
- Hnutí 1389[85]
- Nacionalni stroj[86][87]
- Rasonalisti[88][89]

### Španělsko
- Národní revoluční akce[90]
- Radikální akce[91]
- Národní aliance
- Autonomní základny
- Krev a čest
- Kroužek indoevropských studií[92]
- Španělský kruh přátel Evropy
- Národní demokracie
- Stát se Evropanem[93]
- Evropský národní stát
- Antisystémová fronta[94]
- Národní socialistické bratrstvo Armagedon[95]
- Zelená Hispánie[96]
- Sociální síť Home Hadrid[97]
- Naši[98]
- Národ a revoluce[99]
- Reakce studentů[100]

### Švédsko

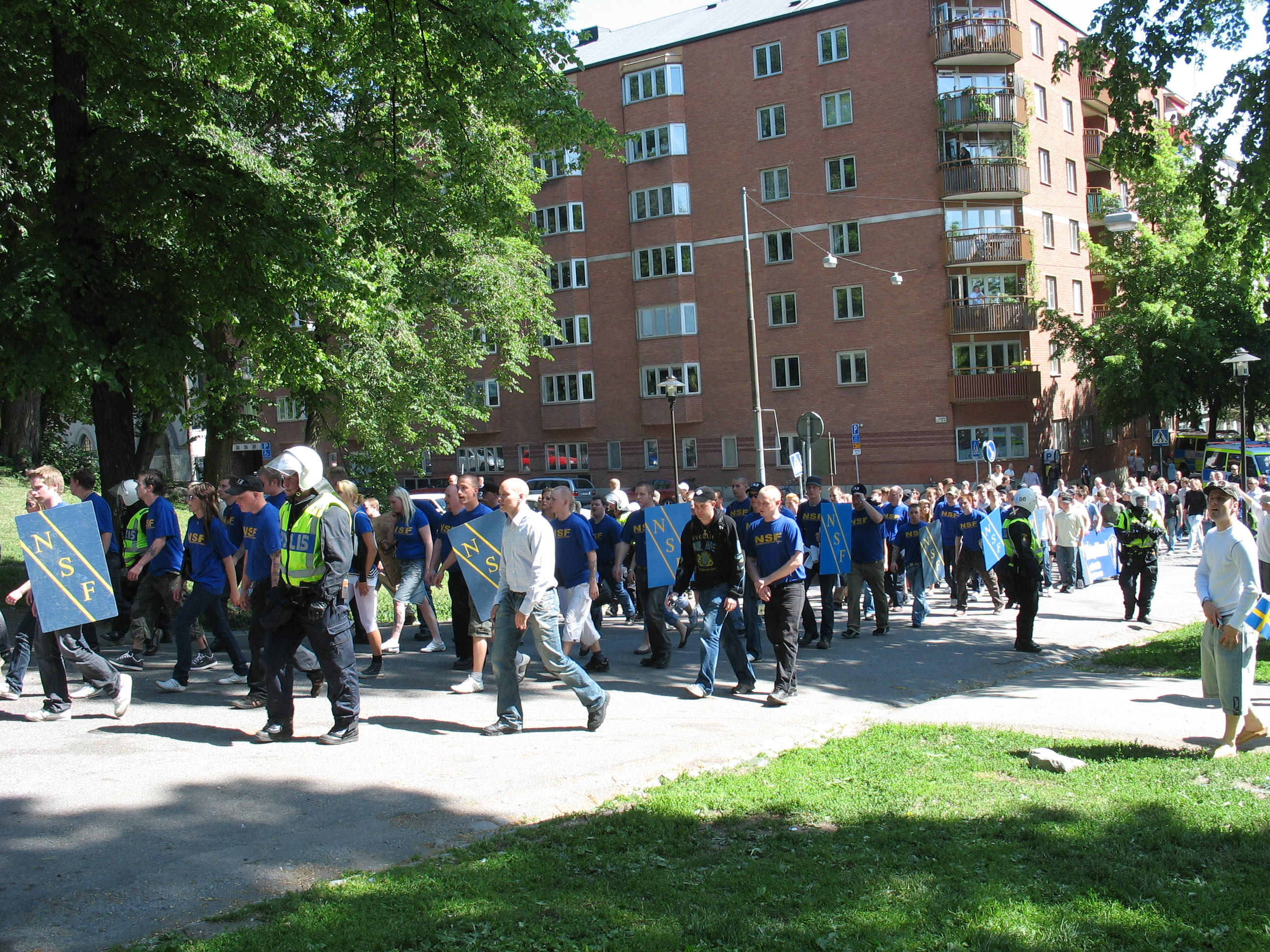
Členové Národně socialistické fronty na demonstraci (2007)

- Legie WasaČlenové Národně socialistické fronty na demonstraci (2007)

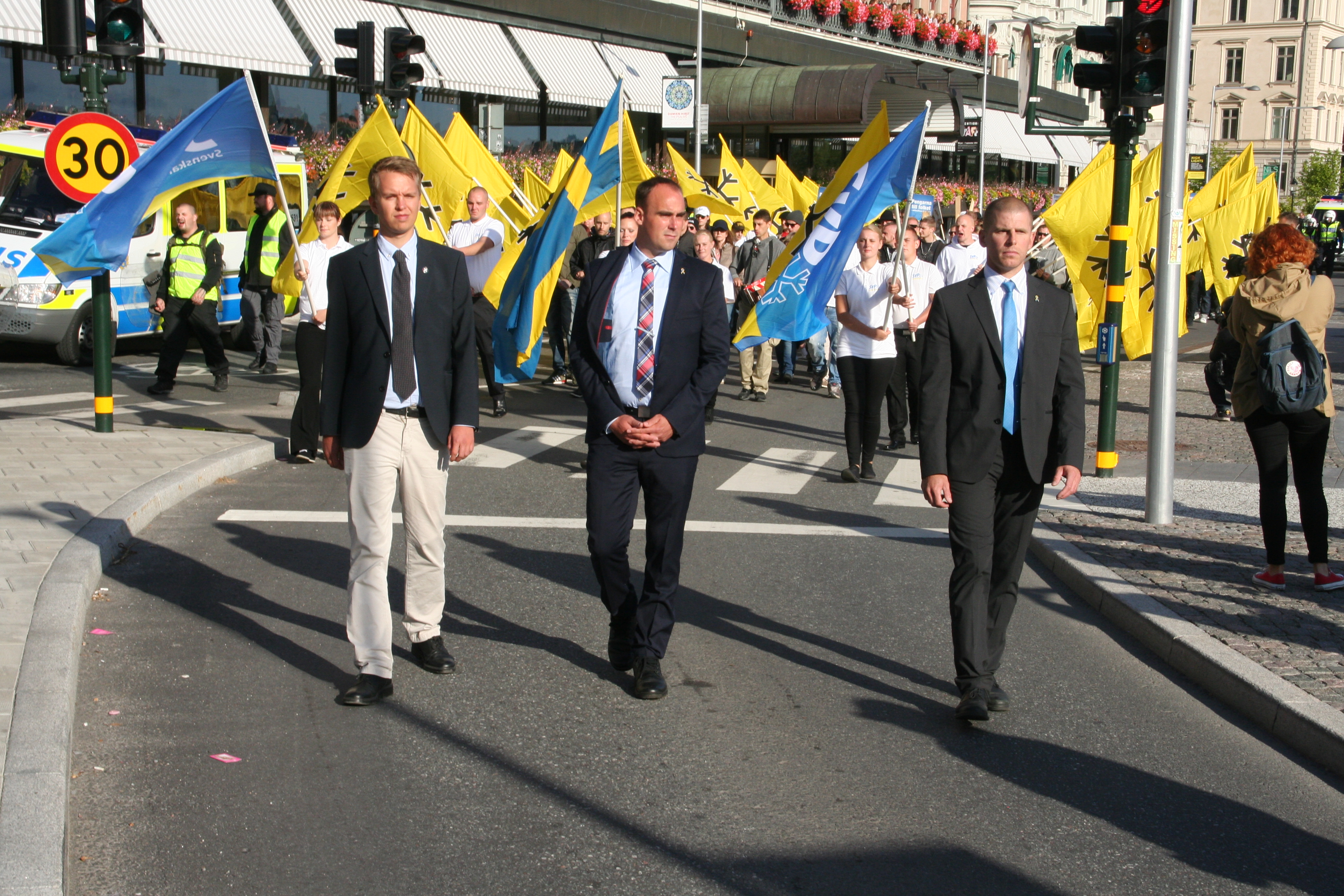
Strana Švédů demonstrující ve Stockholmu (2014)

- Národní socialistická fronta
- Severské hnutí odporuStrana Švédů demonstrující ve Stockholmu (2014)
- Strana Švédů
- Bílý árijský odpor

### Švýcarsko
- Junge Tat[101][102][103][104]
- Švýcarská nacionalistická strana[105][106][107]

### Slovensko
- Kotlebovci – Ľudová strana Naše Slovensko[108][109][110]
- Slovenská pospolitosť – Národná strana[110]

### Turecko
- Národní aktivita a dynamický rozvoj[111]

### Spojené království
- Národní fronta

- Britská lidová strana

- Sloupec 88
- Mezinárodní třetí pozice

- Liga svatého Jiří

- Liga Severu

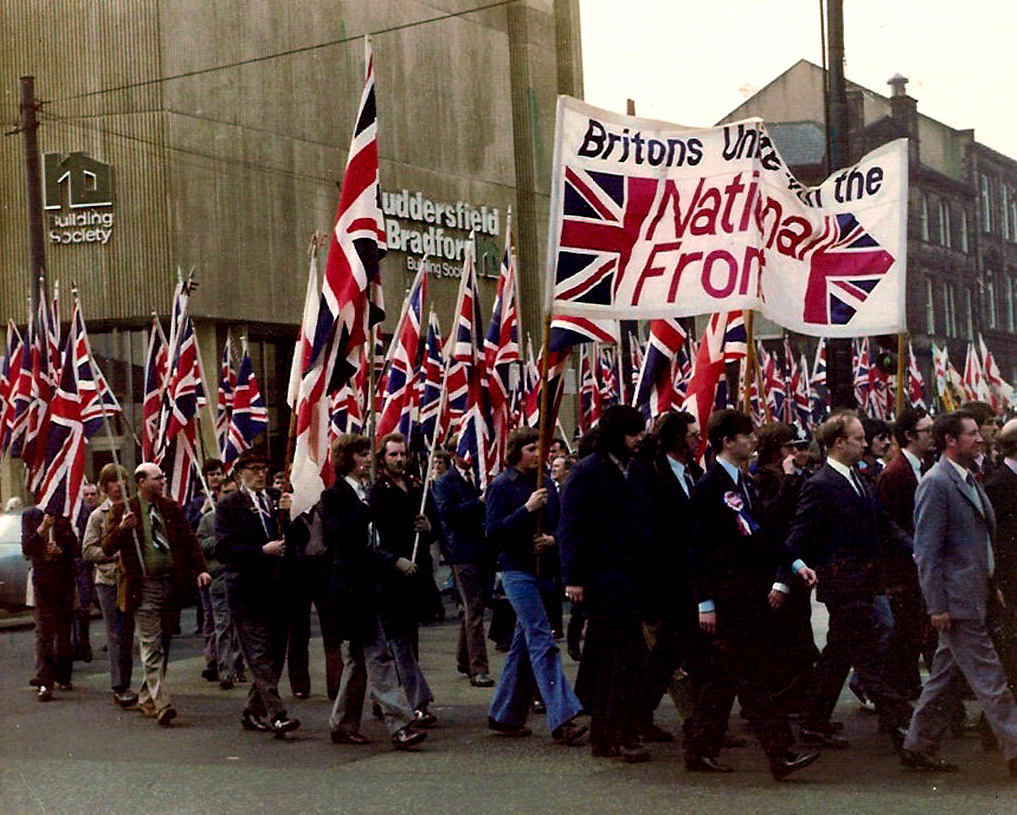
Pochod Národní fronty v Yorkshiru v 70. letech 20. století

- Společnost 9. listopadu (známá také jako Britská první strana)

- Národní akce

- Strana národně socialistické akce

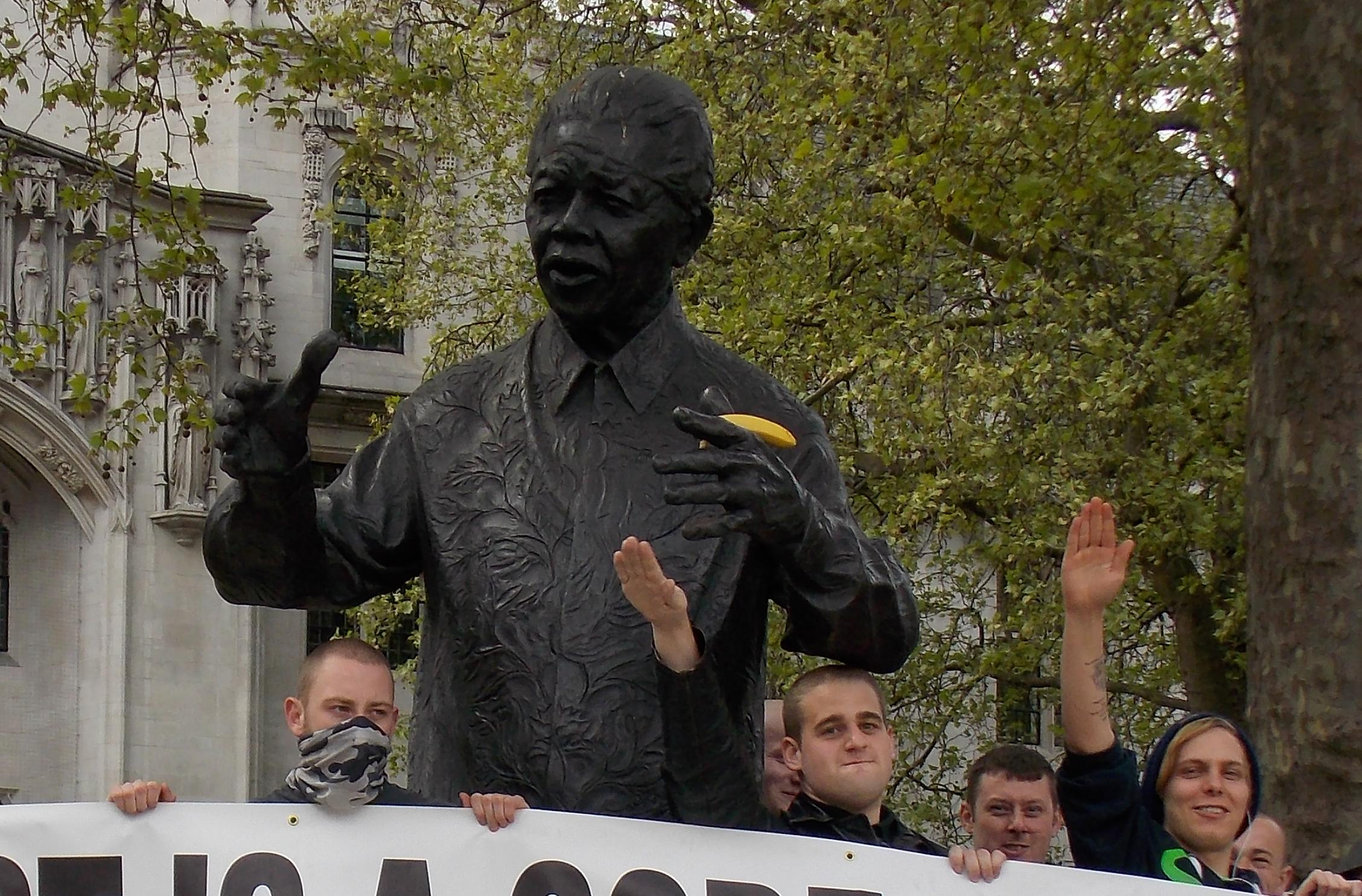
Národní akce na protestu u sochy Nelsona Mandely v Londýně (2014)

- Národně socialistické hnutí (60. léta 20. století)

- Národně socialistické hnutí

- Divize Sonnenkrieg

- Vlajková skupina NF

- Rasové dobrovolnické síly

- Bílá nacionalistická strana

- Bílí vlci

### Ukrajina
- Misantropická divize
- S14
- Sociálně-národní strana Ukrajiny

## Oceánie

### Austrálie
- Protipodzemní odpor
- Árijské dívky[112]
- Australská národně socialistická strana
- Národní akce
- Síť národních socialistů
- Národně socialistická strana Austrálie
- Vlastenecká liga mládeže
- Jednotná vlastenecká fronta

### Nový Zéland

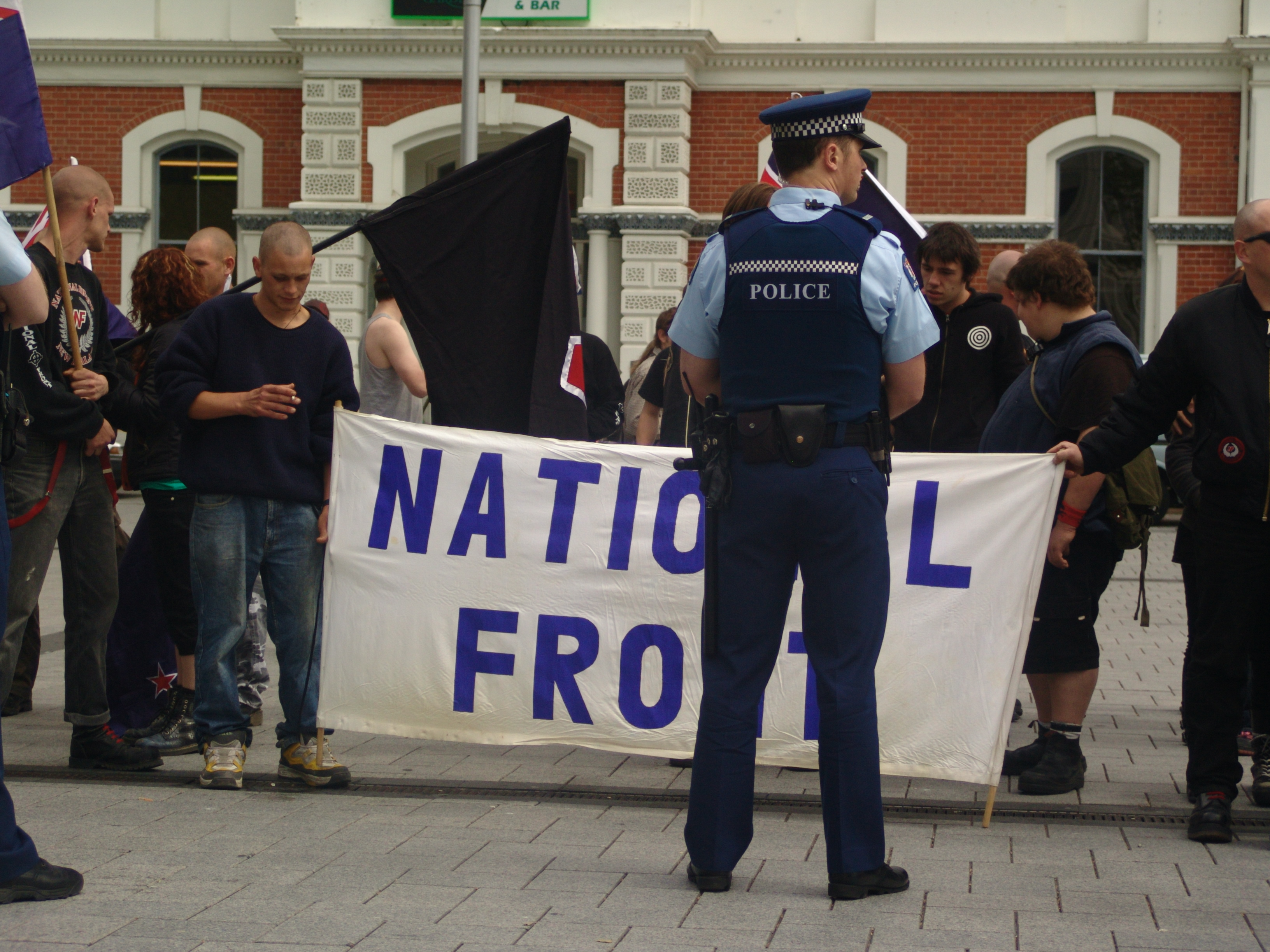
Členové novozélandské Národní fronty na protestu v roce 2007

- Národně socialistická strana Nového Zélandu
- Národní fronta Nového Zélandu
- Pravicový odpor
- Jednotka 88

## Mezinárodní
- Divize Atomwaffen – Kanada, Estonsko, Německo, Rusko a Spojené státy americké
- The Base – Austrálie, Kanada, Evropa, Jižní Afrika a Spojené státy americké
- Černý řád Pan Europa – Austrálie, Anglie, Irsko, Nový Zéland a Skandinávie
- Krev a čest  – Austrálie, Rakousko, Belgie, Bulharsko, Kanada, Chile, Chorvatsko, Finsko, Francie, Německo, Řecko, Maďarsko, Itálie, Nizozemsko, Nový Zéland, Norsko, Polsko, Portugalsko, Srbsko, Slovinsko, Španělsko, Švédsko, Spojené království a Spojené státy americké[113]
- Combat 18 – Argentina, Austrálie, Rakousko, Belgie, Kanada, Česká republika, Dánsko, Francie, Německo, Řecko, Maďarsko, Itálie, Irsko, Rusko, Srbsko, Jižní Afrika, Švédsko, Ukrajina, Spojené království a Spojené státy americké[114]
- Aliance pro kreativitu – Austrálie, východní Evropa, Nový Zéland, Spojené království a Spojené státy americké
- The Daily Stormer
- Greenline Front[115][116][117] – Argentina, Bělorusko, Chile, Itálie, Německo, Polsko, Rusko, Srbsko, Španělsko, Švýcarsko a Ukrajina
- Hammerskins – Austrálie, Rakousko, Kanada, Francie, Německo, Maďarsko, Itálie, Lucembursko, Nový Zéland, Portugalsko, Španělsko, Švédsko, Švýcarsko, Spojené království a Spojené státy americké
- Klub národních socialistů (posádka #131)[118][119] – Francie, Německo, Maďarsko a Spojené státy americké
- Nový evropský řád – celoevropský
- Řád devíti úhlů – Austrálie, Brazílie, Egypt, Řecko, Irsko, Itálie, Černá Hora, Portugalsko, Polsko, Rusko, Srbsko, Jihoafrická republika, Španělsko, Spojené království, Argentina a Spojené státy americké
- Motorkářský klub Sadistic Souls – Austrálie, Nový Zéland, Spojené království a Spojené státy americké
- Stormfront
- Volksfront – Austrálie, Kanada, Německo, Nizozemsko, Španělsko, Spojené království a Spojené státy americké
- Ženy za árijskou jednotu[120][121] – Argentina, Kanada, Itálie, Španělsko a Spojené státy americké
- Světový svaz národních socialistů – Bělorusko, Bulharsko, Finsko, Francie, Guatemala, Írán, Irsko, Itálie, Japonsko, Kanada, Kostarika, Norsko, Rumunsko, Rusko, Řecko, Srbsko, Spojené království, Španělsko, Švédsko, Turecko, Ukrajina a Spojené státy americké